# Pärlemor (film)
Pärlemor är en svensk dramafilm från 1961, i regi av Torgny Anderberg. Det är en filmatisering av Gösta Gustaf-Jansons  roman från 1960 med samma namn. Han skrev även filmmanuset. I huvudrollerna ses Inga Tidblad, Thommy Berggren och Mimmo Wåhlander.

## Om filmen
Filmen hade premiär på Sergelteatern vid Hötorget i Stockholm den 6 oktober 1961. Den har visats vid ett flertal tillfällen på SVT och en gång på TV3.

## Rollista i urval
- Inga Tidblad – Signe Wæbel
- Mimmo Wåhlander – Aina, Hilmer Perssons dotter
- Thommy Berggren – Jan Wæbel
- Edvin Adolphson – Gustaf Odenstam, ryttmästare
- Isa Quensel – Gertrude, hans hustru
- Sigge Fürst – Ivan Hagerwall, kamrer hos Wæbel
- Gio Petré – Britta
- Lauritz Falk – dr. Schötter, husläkare
- Claes-Håkan Westergren – Klemens
- Britta Brunius – fru Persson
- Erik Hell – Hilmer Persson
- Åke Fridell – Marcus Wæbel
- Gunnar Sjöberg – präst
- Ingvar Kjellson – pantlånare
- Olof Thunberg – skomakare Holm
- Sif Ruud – friherrinnan Gyllenfalk
- Agda Helin – Wæbels hembiträde
- Brita Öberg – Elin